# Apachyidae
Apachyidae es una pequeña familia de insectos del orden Dermaptera. Es una de las nueve familias del suborden Forficulina, y contiene dos géneros (ambos en la subfamilia, Apachyinae). Ha sido citada por Henrik Steinmann en su libro The Animal Kingdom, y por Brindle en The Dermaptera of Africa, y otros dos autores.

## Géneros
La familia incluye los siguientes géneros:
- Apachyus[4][2][5]
- Dendroiketes[4][2]